# Монастырский, Евгений Александрович
Евгений Александрович Монастырский (укр. Євген Олександрович Монастирський; 8 (21) июня 1907, село Нестеровцы — 13 июля 1991, Киев) — советский украинский учёный-правовед, специалист в области трудового права и права социального обеспечения. Выпускник (1937) и директор (1937/8—1939) Харьковского юридического института. Участник Великой Отечественной войны. Работник Института государства и права АН Украинской ССР. Кандидат юридических наук (1965).

## Биография
Родился 8 (21) июня 1907 года в семье крестьян, жителей села Нестеровцы, которое ныне входит в состав Каменец-Подольского района Хмельницкой области Украины. В 1928 году Монастырский был принят в ВЛКСМ, поступил в сельскохозяйственную профшколу и на работу учителем в семилетку. С 1931 по 1933 год проходил срочную службу в Красной армии, во время которой в 1932 году был принят в ВКП(б).
После демобилизации поступил во Всеукраинский институт советского строительства и права, который окончил в 1937 году; к тому времени вуз был переименован в Харьковский юридический институт. Вскоре после выпуска, по разным данным в 1937 или 1938 году, он был назначен на должность директора альма-матер. Исследователь И. С. Николаев характеризовал молодого Монастырского как энергичного и обаятельного человека, который, благодаря этим качествам, добился уважения со стороны коллектива и студентов института. Однако уже в 1939 году он был переведён на работу в Москву на должность ответственного референта в Народном комиссариате иностранных дел СССР.

Примечательна личность Е. А. Монастырского прежде всего тем, что практически сразу после получения диплома о высшем образовании он был назначен на должность директора института, в котором ещё совсем недавно учился.— И. С. Николаев.
После начала Великой Отечественной войны Евгений Александрович добровольцем вступил в Московское ополчение. В 1943 году формирование, в котором он служил, попало в окружение под Вязьмой в Смоленской области, а сам Монастырский получил ранение. За участие в войне он был удостоен орденов Отечественной войны I (6 апреля 1985) и II (27 января 1958) степеней, а также медали «За победу над Германией в Великой Отечественной войне 1941—1945 гг.».
После окончания Великой Отечественной войны поступил на работу адвокатом в Киевскую городскую коллегию. Затем трудился юрисконсультом в различных киевских организациях. Начиная с 1961 года работал в Институте государства и права Академии наук Украинской ССР на должности младшего научного сотрудника. В 1965 году защитил диссертацию на соискание учёной степени кандидата юридических наук по теме «Правовые вопросы организации и деятельности постоянно действующих производственных совещаний», которая была ему присуждена в том же году. В 1967 году он был повышен в должности до старшего научного сотрудника, на которой работал до 1984 года.
Евгений Александрович Монастырский скончался 13 июля 1991 года в Киеве.